# ハツ

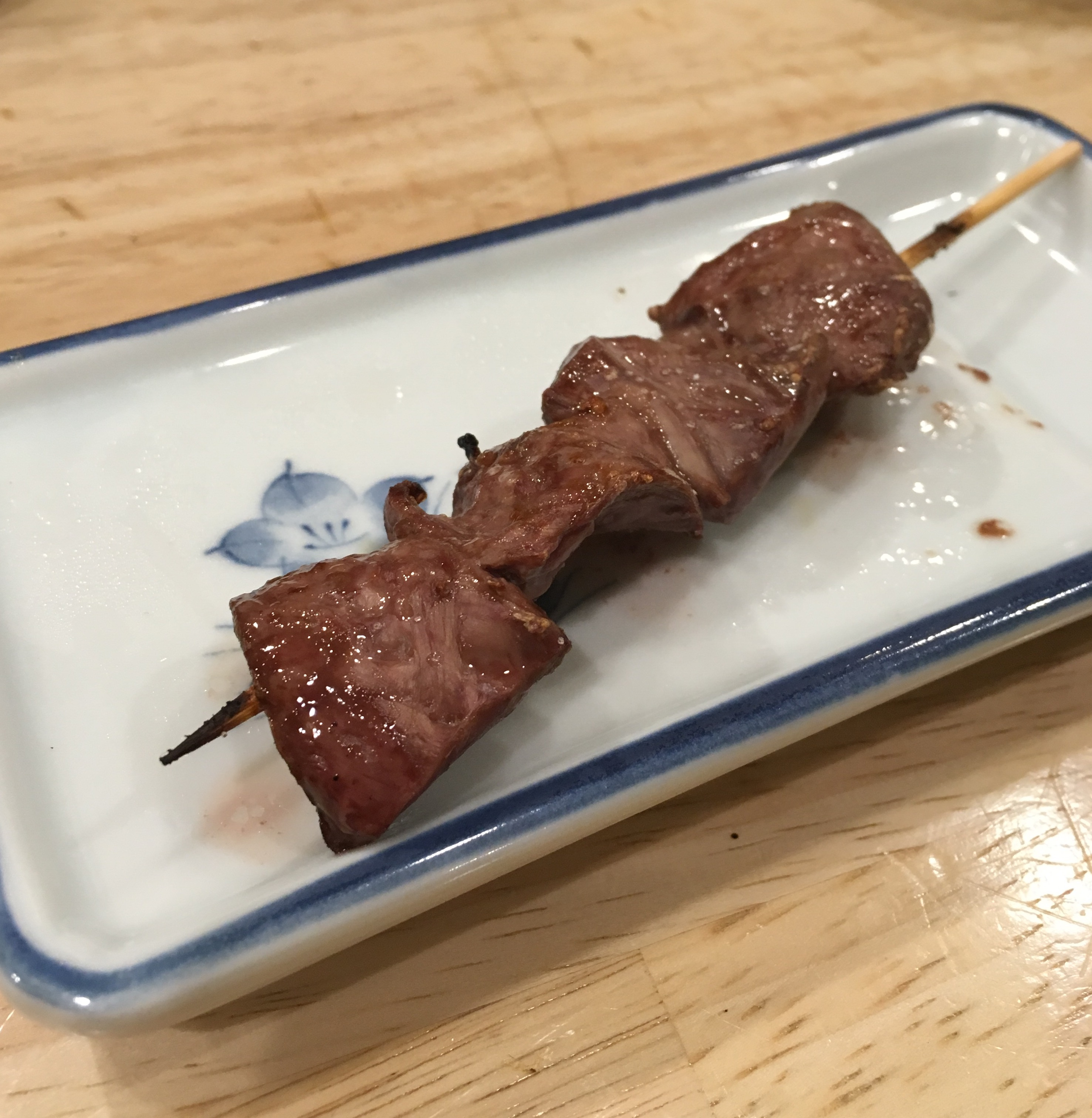
ブタのハツ

ハツは、焼肉、焼き鳥などの食材として使用される、鳥獣、魚類、海獣などの心臓のこと。鳥獣肉の臓物（内臓）、モツの一種。英語のheart（ハーツ、「心臓」の意）が訛ったものが語源とされる。他にもココロなどと称される。

## 魚類・海獣

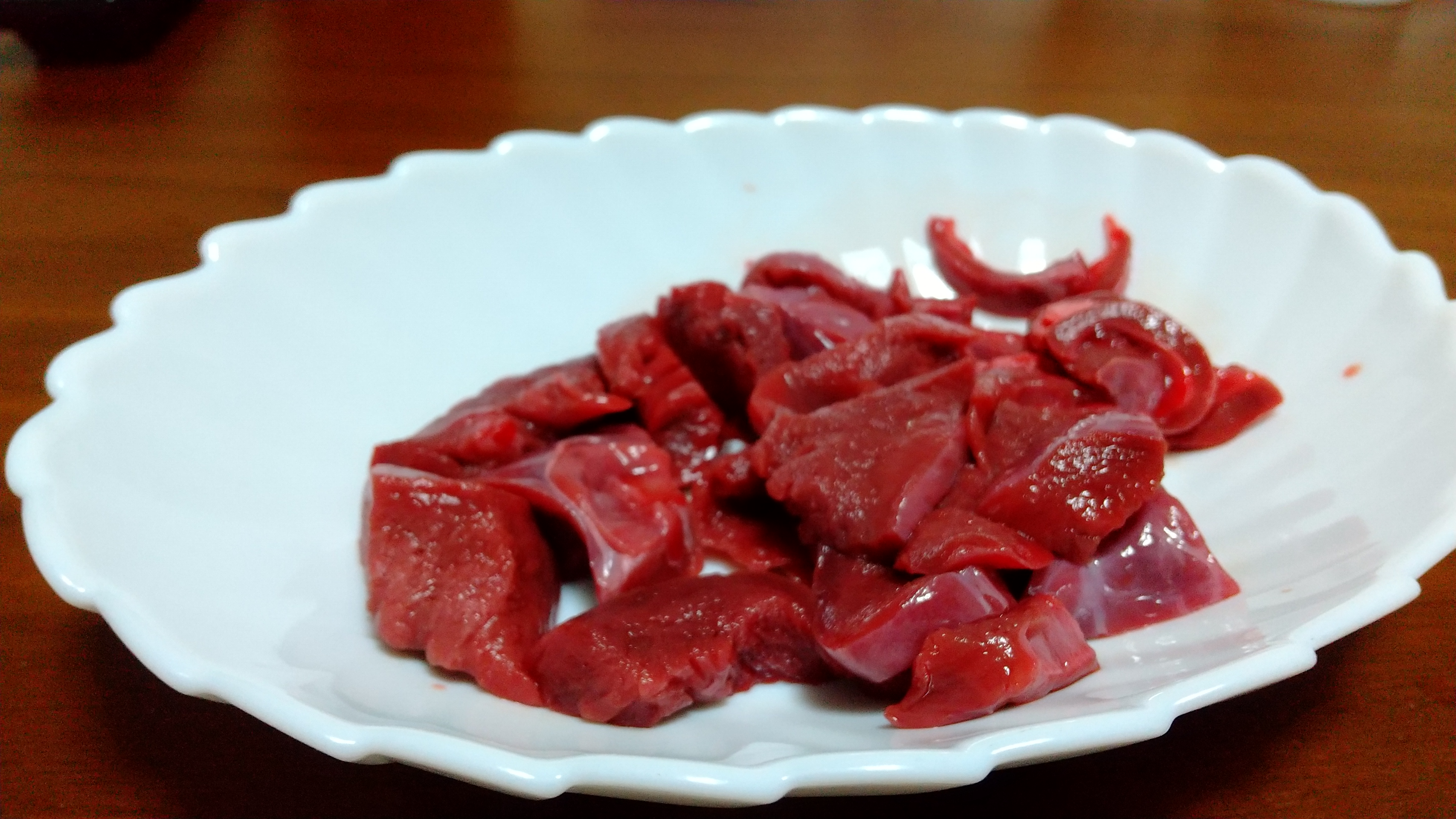
刺身として提供されるもうかの星（ネズミザメの心臓）

魚類の心臓は日本の漁師に「星」と呼ばれている。

### サメ
宮城県気仙沼市を中心にサメ、特に「ネズミザメ（別名モウカザメ）」の心臓は「もうかの星(モウカの星)」と呼ばれ、食べられている。気仙沼の漁師らは、気仙沼でとれるものの中で最も高い値がつくため、「巨人の星」とも呼んでいる。動物臭の無いレバ刺しのような味をしている。ヨシキリザメ(メジロザメ科)の心臓も「もうかの星」呼称が使われている。ただし、「巨人の星」とは呼ばない。

### マグロ
マグロの心臓は希少であり、血抜きの手間が必要であるが、塩焼きや煮付けとして食べられる珍味である。

### クジラ
クジラの心臓も「(鯨)ハツ」と呼ばれ、希少部位として食されている。

### セイウチ
イヌイットは、セイウチの心臓をウーマッと呼んで食している。

## 鳥獣

### 牛
牛の心臓を焼いたものを珍味とする例としては、『世説新語』「汰侈（たいし）篇」に、周顗の家に招かれた少年時代の王羲之（のちの書聖。4世紀）が牛の心臓を割いて食ったと記され、『晋書』にも、13歳の羲之に対してのみ「牛心炙（ぎゅうしんしゃ）」（牛の心臓をバーべーキューにしたもの）をすすめたと記述が残る。淡白でコリコリとした食感の部位である。ビタミンB1が豊富。

### 豚
コリコリとした食感で脂肪分の少ない部位である。

### 鳥
鶏ハツは、日本で2020年時点で1kgあたり1000円程度で買える。鳥ハツを食べるには、心臓に付いた脂肪や砂肝の膜を取り、塩水に少しさらし、血の塊の洗い出しという下洗いなどモツ特有の臭いを落とすための下処理が必要がある。